# RuPaul's Drag Race UK
RuPaul's Drag Race UK, é um reality show britânico, do gênero competição, baseado no programa estadunidense RuPaul's Drag Race, que documenta a procura da próxima super-estrela de drag britânica, tendo a primeira temporada sido sub-apelidada de "UK's First Drag Superstar". Produzida pela World of Wonder para a BBC e WOW Presents Plus, teve a sua estreia a 3 de outubro de 2019. Em novembro de 2019, RuPaul's Drag Race UK foi renovado para uma segunda temporada, contudo a temporada foi suspensa devido à pandemia de COVID-19, somente estreando a 14 de janeiro de 2021. Posteriormente, a série foi renovada para uma terceira, quarta, quinta e sexta temporada.
Para além de ser apresentado por RuPaul, o programa também emprega um painel de jurados, como RuPaul, Michelle Visage, Alan Carr e Graham Norton, para além de vários convidados famosos.

## Formato
Tal como na versão norte-americana, RuPaul desempenha vários papéis, incluindo o cargo de apresentadora, mentora e jurada principal, enquanto os competidores recebem diferentes desafios em cada semana. Como mentora, RuPaul oferece orientação aos competidores em cada desafio, pois seu papel como jurada irá criticar as queens no desempenho geral do desafio. Durante a série, são também apresentados como jurados vários convidados famosos. O programa usa ainda a eliminação progressiva para reduzir o número de concorrentes na competição até obter os três ou quatro finalistas, que competirão no desafio final e numa batalha de lip-sync pela coroa.
Cada episódio segue um formato que consiste num mini desafio, um desafio principal, um desfile na passarela (onde os competidores modelam moda em uma passarela, geralmente com um tema baseado no desafio principal), o painel de jurados, uma batalha de lip-sync e a eliminação de um competidor.

### Jurados
Um painel de jurados expressa opiniões sobre os desempenhos dos desafios e a aparência dos looks na passarela, primeiro aos competidores no palco e depois novamente com eles fora do palco.
| Jurado          | Temporada | Temporada | Temporada | Temporada | Temporada | Temporada |
| Jurado          | 1ª        | 2ª        | 3ª        | 4ª        | 5ª        | 6ª        |
| --------------- | --------- | --------- | --------- | --------- | --------- | --------- |
| RuPaul          | Principal | Principal | Principal | Principal | Principal | Principal |
| Michelle Visage | Principal | Principal | Principal | Principal | Principal | Principal |
| Alan Carr       | Principal | Principal | Principal | Principal | Principal | Principal |
| Graham Norton   | Principal | Principal | Principal | Principal | Principal | Principal |

Em 5 de dezembro de 2018, a BBC anunciou o comissionamento de RuPaul's Drag Race UK, com RuPaul atuando como apresentadora e jurada principal, e em 5 de fevereiro de 2019 que Michelle Visage também se juntaria à RuPaul na versão do Reino Unido, com Graham Norton e Alan Carr anunciados como jurados de apoio em 14 de fevereiro de 2019. Carr e Norton integram o cargo de terceiro jurado alternadamente, semelhante a Ross Mathews e Carson Kressley na série americana. Além disso, MNEK e AJ & Curtis Pritchard são os mentores de voz e dança convidados para guiar os competidores durante tarefas temáticas, semelhantes a Todrick Hall e Lucian Piane na série americana.
Na primeira temporada, a série contou com jurados convidados conhecidos internacionalmente, como Maisie Williams, Geri Halliwell, Jade Thirlwall, Andrew Garfield, Michaela Coel, Cheryl e Twiggy.

## Temporadas
Todas as participantes estão listadas de acordo com a temporada, em ordem de eliminação.
| Ano  | Temporada | Vencedora       | Finalista(s)                 | Demais concorrentes em ordem de eliminação                                                                                             |
| ---- | --------- | --------------- | ---------------------------- | --- |
| 2019 | 1.ª       | The Vivienne    | Divina de Campo              | Gothy Kendoll • Scaredy Kat • Vinegar Strokes • Sum Ting Wong • Crystal • Blu Hydrangea • Cheryl Hole • Baga Chipz                     |
| 2021 | 2.ª       | Lawrence Chaney | Bimini Bon-Boulash Tayce     | Cherry Valentine • Asttina Mandella • Ginny Lemon • Veronica Green • Joe Black • Tia Kofi • Sister Sister • A'Whora • Ellie Diamond    |
| 2021 | 3.ª       | Krystal Versace | Ella Vaday Kitty Scott-Claus | Anubis • Elektra Fence • Victoria Scone • Veronica Green • Charity Kase • Choriza May & River Medway • Scarlett Harlett • Vanity Milan |
| 2022 | 4.ª       | Danny Beard     | Cheddar Gorgeous             | Just May • Starlet • Copper Topp • Sminty Drop • Baby • Le Fil • Dakota Schiffer • Pixie Polite • Jonbers Blonde & Black Peppa         |
| 2023 | 5.ª       | Ginger Johnson  | Michael Marouli              | Alexis Saint-Pete • Miss Naomi Carter • Banksie • Vicki Vivacious • Cara Melle • Kate Butch • DeDeLicious • Tomara Thomas              |
| 2024 | 6.ª       | Kyran Thrax     | La Voix                      | Saki Yew • Dita Garbo • Zahirah Zapanta • Kiki Snatch • Chanel O'Conor • Actavia • Charra Tea • Lill • Rileasa Slaves & Marmalade      |

### 1.ª temporada (2019)

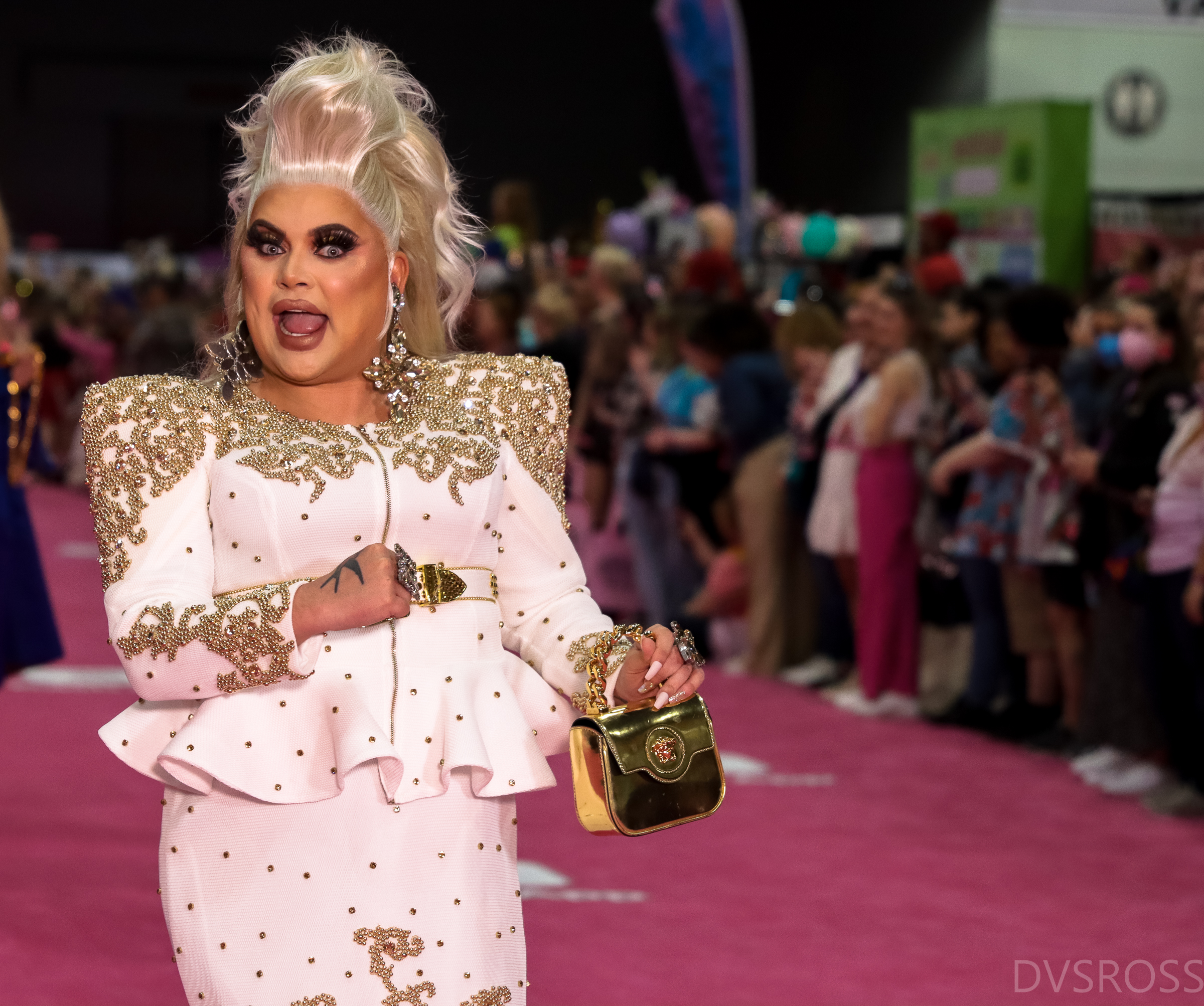
Baga Chipz na DragCon 2023

A primeira temporada de RuPaul's Drag Race UK começou a ser exibida em 3 de outubro de 2019 na seção BBC Three do BBC iPlayer no Reino Unido e no serviço de streaming WOW Presents Plus da World of Wonder no mundo todo. O elenco foi anunciado em 21 de agosto no YouTube e Instagram. Em 14 de novembro de 2019, foi anunciado que Baga Chipz, Divina de Campo e The Vivienne seriam as 3 principais queens competindo na final pela coroa. The Vivienne foi coroada a Primeira Drag Superstar do Reino Unido, partindo para Hollywood onde gravou e estrelou a sua própria série de TV digital. Não foi atribuido o título de Miss Simpatia no final do programa.

### 2.ª temporada (2021)

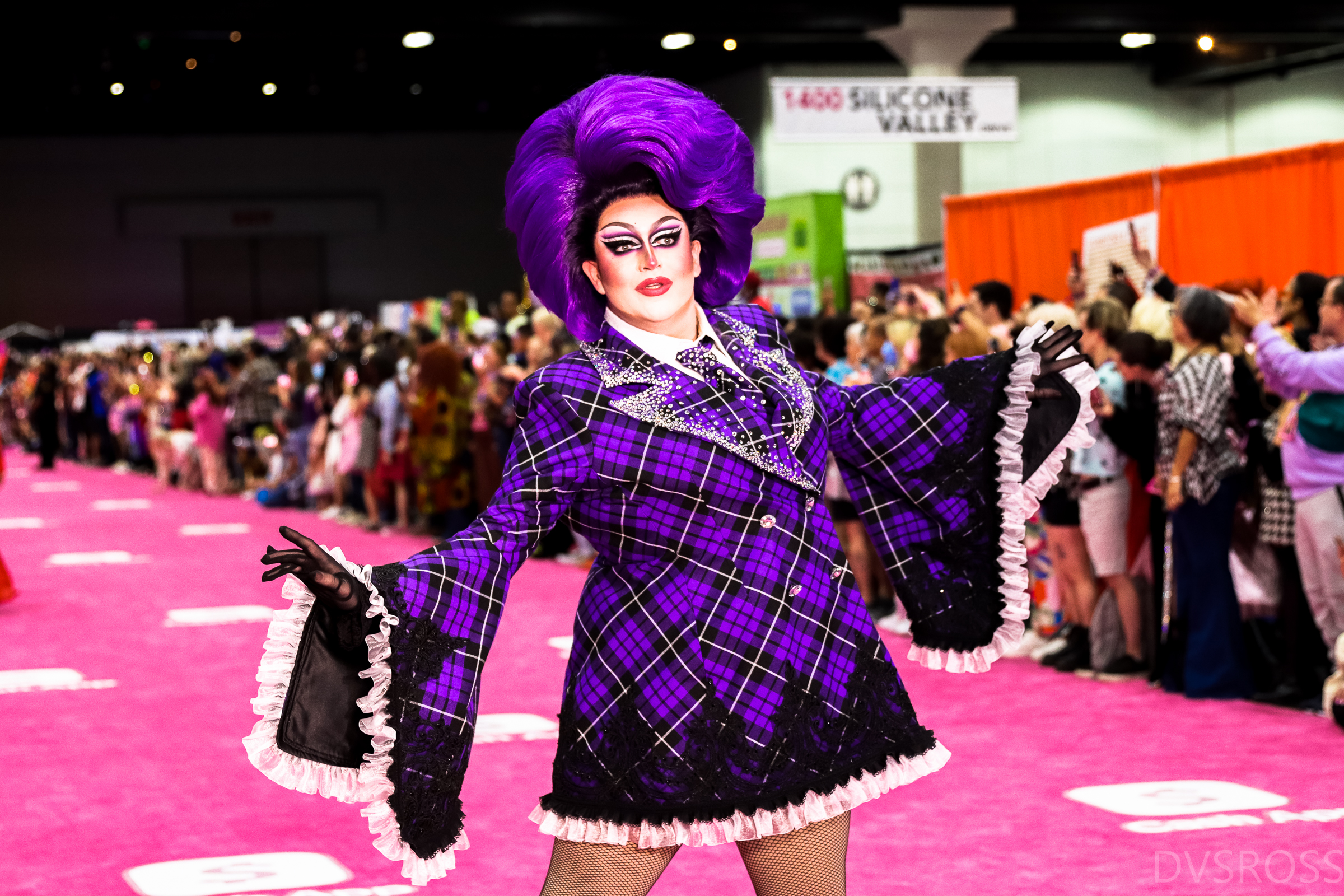
Lawrence Chaney na DragCon 2023

A segunda temporada de RuPaul's Drag Race UK foi confirmada e o elenco encerrado em 15 de novembro de 2019. Contudo, devido à pandemia de COVID-19, o reality-show suspendeu as gravações, retomando às mesmas meses mais tarde. Quando retomaram as gravações uma das participantes, Veronica Green, acusou o diagnóstico positivo ao virus, não podendo continuar a sua participação. Ainda em 2020, foi anunciado que a série teria a sua estreia televisiva a 14 de janeiro de 2021. Nesta temporada, quatro drag queens chegaram à final, sendo Lawrence Chaney sido coroada a vencedora e Bimini Bon-Boulash e Tayce em segundo lugar.

### 3.ª temporada (2021)

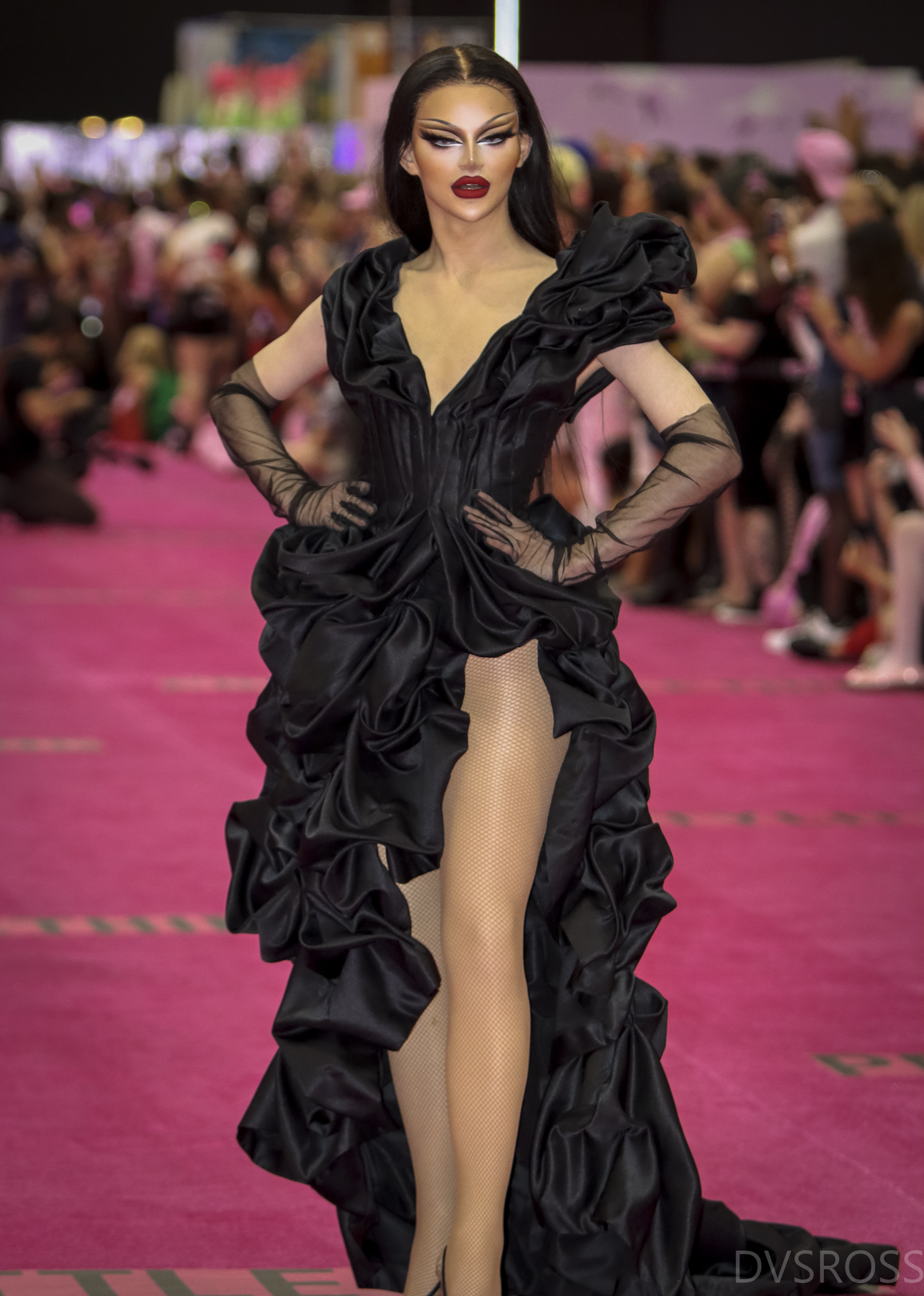
Krystal Versace na DragCon 2022

Fenton Bailey e Randy Barbato, co-fundadores e produtores executivos da World of Wonder, revelaram que 2021 teria duas temporadas de RuPaul's Drag Race UK, afirmando: "Sashay away 2020. 2021 está logo ali, e com ele não uma, mas duas temporadas de RuPaul's Drag Race UK!". As inscrições para a terceira temporada abriram em 2 de novembro de 2020. A única competidora, anteriormente confirmada, foi Veronica Green, que foi desclassificada da 2.ª temporada por ter testado positivo para COVID-19. A série estreou a 23 de Setembro de 2021. Ella Vaday, Kitty Scott-Claus e Krystal Versace foram as finalistas. Krystal Versace venceu a terceira temporada.

### 4.ª temporada (2022)

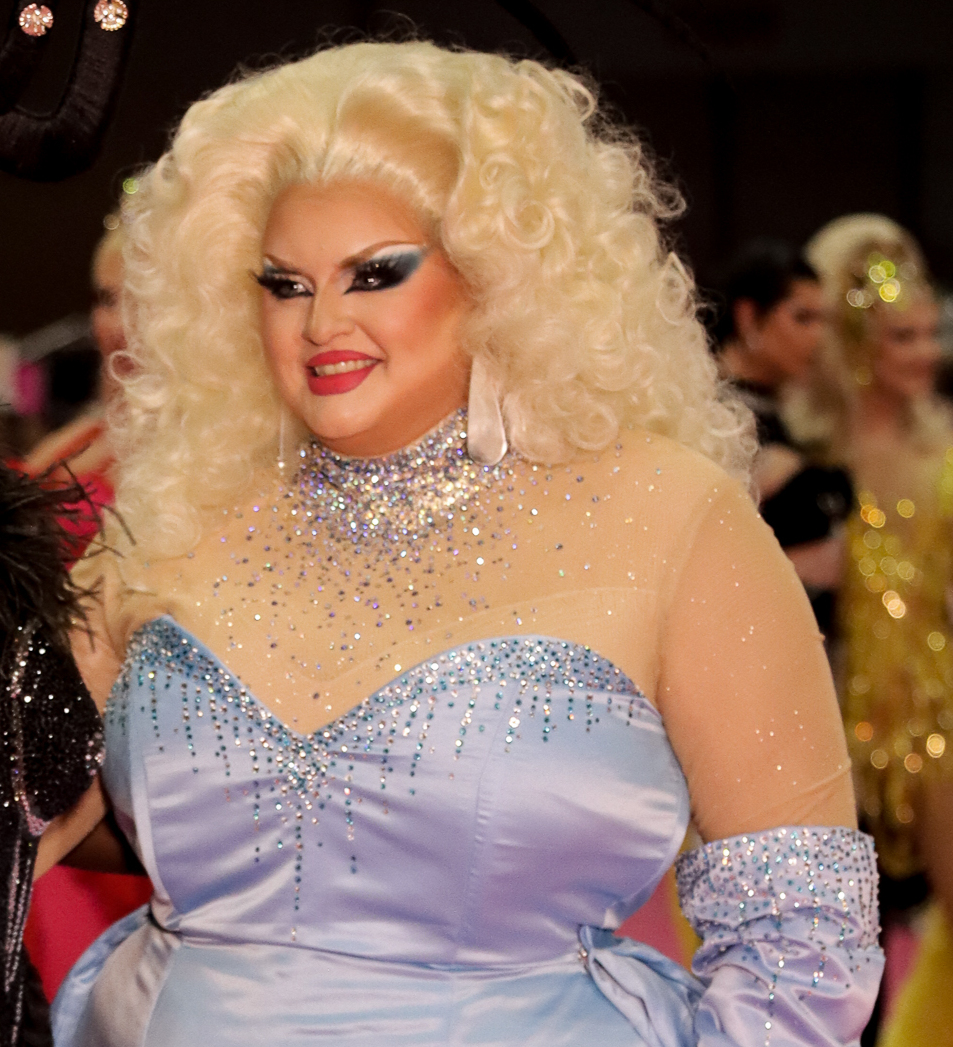
Victoria Scone, drag queen britânica e primeira mulher cis (AFAB queen) a participar da franquia de RuPaul's Drag Race, na 3ª temporada de RuPaul's Drag Race UK.

A 27 de outubro de 2021, foi anunciada a abertura de inscrições para a quarta tempora do programa através do Instagram, sendo ainda anunciada a participação dos jurados convidados Joanna Lumley, Boy George, Olly Alexander, FKA Twigs, Mel B e Hannah Waddingham, entre outros. Apesar de ter sido convidada a retomar a competição, a ex-concorrente Victoria Scone anunciou ainda durante o período de pré-produção que não integraria o elenco da quarta temporada. Emitido após a morte de Cherry Valentine, o segundo episódio da quarta temporada foi dedicado à memória da ex-concorrente. Cheddar Gorgeous, Danny Beard, Black Peppa e Jonbers Blonde chegaram à final emitida no dia 24 de novembro de 2022, sendo Danny Beard coroada vencedora. O elenco da competição contou ainda com Dakota Schiffer, a primeira concorrente mulher cis a competir na versão británica do programa.

### 5.ª temporada (2023)
A quinta temporada começou as filmagens em janeiro de 2023, tendo anunciado como jurados convidados celebridades como Carol Vorderman, Ellis-Bextor, Yasmin Finney, Suranne Jones, Alexandra Burke e Edward Enninful. Ginger Johnson venceu a quinta temporada a 30 de novembro de 2023. Michael Marouli ficou em segundo lugar e Tomara Thomas em terceiro. A quinta temporada foi alvo de bastantes críticas e escrútinio de ex-concorrentes devido ao facto dos participantes britânicos não receberem nenhum prémio monetário em comparação com os outros franchises do universo Drag Race.

### 6.ª temporada (2024)
A sexta temporada foi anunciada ainda em setembro de 2023 via Twitter, começando as filmagens em janeiro de 2024. Contou com 12 episódios. AJ Odudu, Alison Goldfrapp, Amanda Holden, Mabel, Siobhán McSweeney, Simon Le Bon e Alexandra Burke foram anunciados como jurados especiais. Tornou-se a primeira temporada do franchise britânico com prémios monetários, sendo o prémio final atribuido à vencedora de £25,000. Kyran Thrax foi a vencedora, sendo La Voix a segunda classificada.

## RuPaul's Drag Race: UK vs. the World
No dia 21 de dezembro de 2021, a World of Wonder anunciou o spin-off RuPaul's Drag Race: UK vs. the World, que estreou a 1 de fevereiro de 2022. O programa reuniu drag queens do Reino Unido e de versões internacionais da franquia Drag Race. O elenco da primeira temporada contou com Baga Chipz, Blu Hydrangea e Cheryl Hole a competir pelo Reino Unido), Mo Heart (da quarta temporada do programa RuPaul's Drag Race) e Jujubee (da segunda temporada de RuPaul's Drag Race) a competir pelos Estados Unidos da América, Jimbo e Lemon (ambas da primeira temporada de Canada's Drag Race) a competir pelo Canadá, Janey Jacké (da primeira temporada de Drag Race Holland) a competir pelos Países Baixos, e Pangina Heals (a apresentadora de Drag Race Thailand) a competir pela Tailândia. No episódio final, em 8 de março de 2022, Blu Hydrangea foi coroada "Queen of the Mothertucking World", recebendo o prêmio de gravar um remix de "Champion" com RuPaul. Mo Heart foi vice-campeã.
Na segunda temporada, participaram Gothy Kendoll, Tia Kofi, Choriza May e Jonbers Blonde pelo Reino Unido, Scarlet Envy (da 11ª temporada de RuPaul's Drag Race) e Mayhem Miller (da 10ª temporada de RuPaul Drag's Race), Keta Minaj (da segunda temporada de Drag Race Holland), Hannah Conda (da segunda tempora de Drag Race Down Under), Marina Summers (da primeira temporada de Drag Race Philippines), La Grande Dame (da primeira temporada de Drag Race France), e Arantxa Castilla-La Mancha (da primeira temporada de Drag Race España). A série foi emitida a 9 de fevereiro de 2024, e a vencedora foi Tia Kofi, recebendo um prémio monetário de £50,000 e o título de "Queen of the Mothertucking World". Hannah Conda ficou em segundo lugar.

Após o sucesso da primeira temporada de RuPaul's Drag Race: UK vs. the World, uma nova versão canadiana foi criada e emitida pela BBC Three e a BBC iPlayer no Reino Unido a 18 de novembro de 2022. Vanity Milan e Victoria Scone, ambas concorrentes na terceira temporada de RuPaul's Drag Race UK, representaram o Reino Unido. Ra'Jah O'Hara, concorrente original da 11ª temporada de RuPaul's Drag Race, venceu a primeira temporada, emitida a 23 de dezembro de 2022. A segunda temporada de Canada's Drag Race: Canada vs. the World foi emitida pela BBC Three e a BBC iPlayer a 19 de julho de 2024, com Cheryl e Le Fil a representarem o Reino Unido. Lemon, que previamente já tinha participado na primeira temporada da mesma competição venceu a segunda edição, emitida a 23 de agosto de 2024.